# XIII (tecknad serie)
XIII är en agentserie av Jean Van Hamme och William Vance, skapad 1984. Den har fram till 2019 publicerats i sammanlagt 26 seriealbum, utöver olika specialalbum. Serien har publicerats på svenska i 2000+ och Agent X9.
Serien bygger ursprungligen löst på Robert Ludlums thriller Identitet Kain som för övrigt även filmen The Bourne Identity bygger lika löst på. De övriga romanerna och filmerna om Jason Bourne har däremot inget som helst samband med serien XIII.

## Handling
En man vaknar upp på en strand, utan minne. Han är jagad av FBI och prisjägaren Mongoose. Allt han har är en tatuering på bröstet med bokstäverna (eller möjligen den romerska siffran) XIII.

## Originalutgivning

### XIII
| Originaltitel                  | Utgivningsår | Svensk publicering                                       |
| ------------------------------ | ------------ | -------------------------------------------------------- |
| "Le jour du soleil noir"       | 1984         | "Den svarta solen", 2000+ nr 7/1991 Agent X9 nr 5–6/1992 |
| "Là où va l'indien"            | 1985         | "Där indianen vandrar", Agent X9 nr 10–11/1992           |
| "Toutes les larmes de l'enfer" | 1986         | "Helvetet på jorden", Agent X9 nr 13/1992, 1/1993        |
| "SPADS"                        | 1987         | "Elitsoldaterna", Agent X9 nr 4–5/1993                   |
| "Rouge total"                  | 1988         | "Full Red Alert", Agent X9 nr 8–9/1993                   |
| "Le dossier Jason Fly"         | 1989         | "Fallet Jason Fly", Agent X9 nr 13/1993, 1/1994          |
| "La nuit du 3 août"            | 1990         | "Människojakten", Agent X9 nr 5/1994                     |
| "Treize contre un"             | 1991         | "Möte med Nr 1", 12–13/1994                              |
| "Pour Maria"                   | 1992         | "För Maria", Agent X9 nr 4–5/1995                        |
| "El Cascador"                  | 1994         | "El Cascador", Agent X9 nr 6–7/1995                      |
| "Trois montres d'argent"       | 1995         | "De tre silveruren", Agent X9 nr 4–5/1996                |
| "Le jugement"                  | 1997         | "Dödsormen", Agent X9 nr 4–5/1998                        |
| "The XIII Mystery: l'enquête"  | 1995         | "Mysteriet XIII", Agent X9 nr 11–12/2008; 1/2009         |
| "Secret Défense"               | 1999         | "Försvarshemligheten", Agent X9 nr 6–7/2001              |
| "Lâchez les chiens!"           | 2000         | "Släpp hundarna", Agent X9 nr 10–11/2002                 |
| "Opération Montecristo"        | 2002         | "Operation Monte Cristo", Agent X9 nr 9–10/2004          |
| "L'or de Maximilien"           | 2005         | "Maximiliens guld", Agent X9 nr 7–8/2006                 |
| "La Version Irlandaise"        | 2007         | "Den irländska versionen", Agent X9 nr 7–8/2008          |
| "Le Dernier Round"             | 2007         | "Den sista ronden", Agent X9 nr 9–10/2008                |

### XIII Mystery
| Originaltitel  | Utgivningsår | Författare | Tecknare | Svensk publicering                |
| -------------- | ------------ | ---------- | -------- | --------------------------------- |
| "La Mangouste" | 2008         | Dorison    | Meyer    | "Mangusten", Agent X9 nr 5–6/2009 |

## I andra medier
XIII har även blivit dator- och TV-spel (2003) och en miniserie för TV i två delar (2008) .